# Queen of the Jungle
Queen of the Jungle é um seriado estadunidense de 1935, gênero aventura, dirigido por Robert F. Hill, em 12 capítulos, estrelado por Mary Kornman e Reed Howes. O seriado foi uma produção independente, produzido pela Herman Wohl Productions e distribuído por Screen Attractions, veiculou nos cinemas estadunidenses a partir de 1935. No mesmo ano, em 7 de julho, foi lançada uma versão editada em 65 minutos, sob o mesmo título.
Foi o único seriado produzido pela Herman Wohl Productions, que além desse seriado e de sua edição em forma de filme, produziu apenas mais um filme de 55 minutos, The Hawk, também em 1935. Foi também a única produção distribuída pela Screen Attractions.
Foi um seriado produzido com cenas de arquivo de um seriado anterior, The Jungle Goddess, que fora uma coprodução da William N. Selig Productions e da Warner Brothers, realizado em 1922. A Herman Wohl Productions usou várias cenas do seriado de 1922, por motivos financeiros, e o mesmo roteiro foi aproveitado. Considerando as mudanças na técnica dramática e de filmagem que ocorreram em 13 anos, além do fato de que o filme mudo era projetado a uma velocidade diferente do sonoro, os resultados foram hilários e desastrosos, com vários erros de continuidade.

## Sinopse
David Worth viaja para África para encontrar sua antiga amiga Joan Lawrence, que desaparecera em um balão de ar quente quando criança, enquanto os dois estavam em uma expedição à procura de depósitos de rádio. Na verdade, Joan foi descoberta por uma tribo africana e se tornou sua rainha.

## Elenco
- Mary Kornman … Joan Lawrence
- Reed Howes … David Worth
- Marilyn Spinner … Joan Lawrence (criança)
- Dickie Jones … David Worth (criança)
- William J. Wals … John Lawrence
- Lafe McKee … Kali
- Eddie Foster … Rocco
- Robert Borman	 ...	Capt. Blake (não-creditado)
- Dick Botiller	 ...	Kali Henchman (não-creditado)
- George Chesebro	 ...	Ken Roberts (não-creditado)
- Elinor Field	 ...	Jungle Goddess (cenas de arquivo, editadas do seriado anterior The Jungle Goddess) (não-creditada)
- Barney Furey	 ...	Abdullah (não-creditado)
- Darby Jones	 ...	Nativo (não-creditado)
- Truman Van Dyke	 ...	Ralph Dean (cenas de arquivo editadas do seriado anterior The Jungle Goddess) (não-creditado)

## Capítulos
1. Lost in the Clouds
2. Radium Rays
3. The Hand of Death
4. The Natives' Revenge
5. Black Magic
6. The Death Vine
7. The Leopard Leaps
8. The Doom Ship
9. Death Rides the Wave
10. The Temple of Mu
11. Fangs in the Dark
12. The Pit of the Lions

Fonte: